# Anotia robertsonii
Anotia robertsonii är en insektsart som beskrevs av Fitch 1856. Anotia robertsonii ingår i släktet Anotia och familjen Derbidae. Inga underarter finns listade i Catalogue of Life.